# Matjaž Nemec
Matjaž Nemec, slovenski politik in poslanec * 10. april 1980, Nova Gorica.
Med letoma 2014 in 2022 je bil poslanec v Državnem zboru Republike Slovenije iz vrst Socialnih demokratov. V času 7. državnega zbora je bil tudi njegov podpredsednik. Pred izvolitvijo za poslanca je deloval kot asistent predsednika Republike Slovenije Boruta Pahorja. 18. maja 2022 je postal nadomestni evropski poslanec.

## Politika

### Poslanec v državnem zboru

#### 2014–2018
Na državnozborskih volitvah 2014 je Nemec kandidiral v volilnem okraju Nova Gorica I. Poslanski mandat je osvojil s 1.467 oz. 11,13 %. Bil je izvoljen tudi za enega od podpredsednikov Državnega zbora Republike Slovenije.
Leta 2017, takrat kot podpredsednik državnega zbora, je Nemec Hrvaško označil za »geografsko in politično obrobno državo Evropske unije, ki ji je mesto v družbi z Bolgarijo in Romunijo.« Dodal je, da Hrvaške ne želi niti Višegrajska skupina in da je »periferna država tudi v odnosu do človekovih pravic.« Izjavi je sledil buren odziv hrvaških medijev, Jutranji.hr in Global sta zapisala, da so Socialni demokrati »postali vodilna nacionalistična stranka, hujša od desnih nacionalistov.«

#### 2018–2022
V volilnem okraju Nova Gorica II. je bil z 2.324 glasov oz. 18,25 % ponovno izvoljen za poslanca v Državnem zboru Republike Slovenije. Je član naslednjih delovnih teles:
- Komisija za nadzor obveščevalnih in varnostnih služb (predsednik)
- Odbor za kulturo (član)
- Odbor za zunanjo politiko (član, prej predsednik)
- Preiskovalna komisija o ugotavljanju zlorab in negospodarnega ravnanja v DUTB (namestnik člana)

Na državnozborskih volitvah 2022 se je potegoval za nov poslanski mandat, a ga ni osvojil.

### Evropski poslanec
Na državnozborskih volitvah 2022 je bila tedanja evropska poslanka Tanja Fajon izvoljena za poslanko v Državnem zboru Republike Slovenije, kasneje pa tudi za ministrico za zunanje zadeve. Glede na rezultate evropskih volitev iz leta 2019 je Matjaž Nemec tako postal nadomestni evropski poslanec. Državni zbor mu je mandat potrdil 18. maja 2022.
Po odstopu Eve Kaili z mesta podpredsednice Evropskega parlamenta zaradi korupcijske afere, je stranka S&D med kandidate za to mesto predlagala tudi Matjaža Nemca, a naposled na funkcijo ni bil izbran.
Na evropskih volitvah 2024 je kandidiral kot nosilec liste SD. Na volitvah 9. junija je dobil 25.784 preferenčnih glasov volivcev in bil vnovič izvoljen za evropskega poslanca.

## Zasebno
Nemčeva bivša žena je ukrajinska manekenka Irina Osipenko. Maja 2021 je s partnerko Nino Tršelič dobil sina Maja.